# Maestro Levita
Maestro Levita  es una película argentina en blanco y negro que también ha sido exhibida con el nombre de Maestro Ciruela dirigida por Luis César Amadori sobre su propio guion escrito en colaboración con Antonio Botta y René Garzón que se estrenó el 9 de febrero de 1938 y que tuvo como protagonistas a Pepe Arias, Mecha Ortiz, Juan Carlos Thorry, María Santos y Aída Olivier.

## Sinopsis
Un maestro rural va a la ciudad con el fin de obtener recursos para su escuelita, en el olvidado pueblo de Puentecito.

## Reparto
- Pepe Arias	 ...	Simón Galván
- Mecha Ortiz	 ...	Elena Acevedo de Lerena
- Juan Carlos Thorry	 ...	Roberto Casaval
- María Santos	 ...	Señorita Baigorria
- Aída Olivier	 ...	Isabel
- Miguel Gómez Bao	 ...	Dr.Ferran
- Alberto Bello	 ...	Sr. Navarro
- Delia Garcés ...	Felisa
- Semillita	 ...	Canillita
- Raúl Rossi	 ...	Muchacho
- Bernardo Perrone	 ...	Juez
- Lalo Malcolm	 ...	Amigo de Elena
- Cirilo Etulain	 ...	Fiscal
- Alfredo Fornaresio
- Carlos Bellucci

## Comentarios
Roland opinó “tiene acentos de poema cálido y elocuente…tiene toda la belleza que emana de las cosas humanas” y el crítico Claudio España escribió:

”Pepe Arias se desempeñó con una total convicción y una gama de recursos insospechables. No es difícil suponer que ésta y El Loco Serenata sean las dos películas que mejor conservan su gracia y espontaneidad, aún contrastando ampliamente ambas caracterizaciones. La historia ingenua y sentimental… fue contada con habilidad narrativa por parte de Amadori, que elaboró un severo retrato de costumbres en el contraste entre el humilde docente y los poderosos de la ciudad que se burlaban de sus deseos de beneficiar a una comunidad. Maestro Levita convoca lágrimas emotivas, a 45 años de realizada y no por una nostalgia de trasnoche sino por su humilde mensaje de humana calidez; por aquella secuencia en que Pepe Arias, imposibilitado de volver al pueblito, debe vender diarios y les enseña las primeras letras a los canillitas.”